# Ding Liren
Ding Liren (kitajsko: 丁立人; pinjin: Dīng Lìrén), kitajski šahovski velemojster, * 24. oktober 1992, Vendžov, Džedžjang, Ljudska republika Kitajska.
Je trenutni svetovni šahovski prvak, prvi Kitajec s tem nazivom in eden od treh azijskih svetovnih prvakov, poleg Tigrana Petrosjana in Višvanatana Ananda.
Ko se je Magnus Carlsen odpovedal obrambi naslova svetovnega prvaka, je Ding v dvoboju aprila 2023 premagal Jana Nepomnjaščija in postal svetovni prvak.
|                        | Rating | Klasični šah | Klasični šah | Klasični šah | Klasični šah | Klasični šah | Klasični šah | Klasični šah | Klasični šah | Klasični šah | Klasični šah | Klasični šah | Klasični šah | Klasični šah | Klasični šah | Točke | Pospešeni šah | Pospešeni šah | Pospešeni šah | Pospešeni šah | Točke |
| 1                      | Rating | 2            | 3            | 4            | 5            | 6            | 7            | 8            | 9            | 10           | 11           | 12           | 13           | 14           | 15           | Točke | 16            | 17            | 18            |               | Točke |
| ---------------------- | ------ | ------------ | ------------ | ------------ | ------------ | ------------ | ------------ | ------------ | ------------ | ------------ | ------------ | ------------ | ------------ | ------------ | ------------ | ----- | ------------- | ------------- | ------------- | ------------- | ----- |
| Jan Nepomnjašči (FIDE) | 2795   | ½            | 1            | ½            | 0            | 1            | 0            | 1            | ½            | ½            | ½            | ½            | 0            | ½            | ½            | 7     | ½             | ½             | ½             | 0             | 8½    |
| Ding Liren (CHN)       | 2788   | ½            | 0            | ½            | 1            | 0            | 1            | 0            | ½            | ½            | ½            | ½            | 1            | ½            | ½            | 7     | ½             | ½             | ½             | 1             | 9½    |